# Edith Volkmann
Edith Volkmann (14 de noviembre de 1920 - 29 de julio de 1997) fue una actriz teatral, cinematográfica y televisiva de nacionalidad alemana.

## Biografía
Nacida en Hannover, Alemania, estudió interpretación en su ciudad natal con Max Gaede, debutando en el Teatro Municipal de Osnabrück. Posteriormente, y hasta 1944, actuó en el Niedersächsisches Staatstheater de Hannover.
Tras el final de la Segunda Guerra Mundial, continuó con su carrera artística trabajando desde 1945 a 1949 en el Ostfriesischen Kammerspielen de Leer, trasladándose a principios de los años 1950 a Berlín Este, donde actuó en diferentes teatros y cabarets.
En esos años recibió sus primeros papeles cinematográficos en producciones de los estudios Deutsche Film AG (DEFA, trabajando, por ejemplo, en filmes sobre la vida de mujeres de tendencia decididamente antioccidental, como fue el caso de Frauenschicksale.
Sin embargo, a principios de la década de 1960 se mudó a la República Federal de Alemania, donde pudo continuar con su carrera. Allí trabajó principalmente en la televisión, aunque también hizo actuaciones teatrales. En el cine encarnó con frecuencia a mujeres de mente estrecha, como fue el caso de su personaje en Zur Sache, Schätzchen (1968), la madre ignorante de Bübchen (1968) y Die Konsequenz (1977), o la secretaria de Geld.
Edith Volkmann falleció en Múnich, Alemania, en 1997. Había estado casada temporalmente con el director Wolfgang Luderer, con el cual tuvo una hija, Ulrike Luderer, que también se dedicó a la actuación.

## Filmografía
| - 1951: Corinna Schmidt - 1952: Frauenschicksale - 1953: Die Unbesiegbaren - 1954: Hexen - 1954: Stärker als die Nacht - 1955: Das Fräulein von Scuderi - 1959: Musterknaben - 1965: Michael Kramer - 1966: Die fünfte Kolonne – Stahlschrank SG III - 1967: Das Kriminalmuseum – Die Kamera - 1968: Zur Sache, Schätzchen - 1968: Bübchen - 1969: Zehn kleine Negerlein - 1970: Der Fall Lena Christ - 1972: Marie - 1975: Herbstzeitlosen - 1975: Sieben Erzählungen aus der Vorgeschichte der Menschheit - 1976: Ich will doch nur, daß ihr mich liebt | - 1977: Die Konsequenz - 1978: Freddie Türkenkönig - 1979: Kreutzer - 1979: Baldauf - 1980: Kolportage - 1981: Das Casanova-Projekt - 1982: Dr. Margarete Johnsohn - 1982: Ein Kleid von Dior - 1983: Martin Luther - 1983: Flotte Biester auf der Schulbank - 1984: Mrs. Harris - Freund mit Rolls Royce - 1985: Vorsichtige Berührung - 1985: Hombres, hombres - 1986: Aranka - 1987: Mrs. Harris - Der geschmuggelte Henry - 1989: Geld - 1990: Ein Haus in der Toscana - 1992: Wir Enkelkinder |